# Маккатчен, Хью
Хью Маккатчен (англ. Hugh McCutcheon; 13 октября 1969, Крайстчерч) — новозеландский волейболист и тренер, в 2005—2008 годах — главный тренер мужской сборной США, которую привёл к победе на Олимпийских играх 2008 года, в 2008—2012 годах — главный тренер женской сборной США. На 39-м Конгрессе ФИВБ  (15-17 ноября 2024) избран генеральным секретарём организации. 

## Биография
До приезда в Соединённые Штаты Хью Маккатчен играл в молодёжной и национальной сборных Новой Зеландии, командах старшей школы Ширли и университета Кентербери. В 1991—1993 годах выступал за команду Университета Бригама Янга (штат Юта), а затем в течение двух лет играл в профессиональных клубах Финляндии и Японии.
В 1995 году Маккатчен возвратился в университет Бригама Янга, работал помощником главного тренера университетской команды, в 1998 году получил диплом магистра. В период учёбы в США он продолжал играть за Новую Зеландию в различных международных соревнованиях, в 1997 году вместе с Марком Термиром представлял свою страну в Мировом туре по пляжному волейболу.
В 2001—2003 годах Хью Маккатчен был главным тренером австрийского клуба «Хот-Волейс». Под его руководством в венской команде в этот период выступали игроки сборной США Рид Придди, Ричард Лэмбурн, Дэвид Маккензи, Филлип Итертон, Брэндон Ричард Талиаферро, Брук Биллингс.
В 2000 и 2001 годах Хью Маккатчен возглавлял юношескую сборную США, входил в штаб главной национальной команды на чемпионате мира-2002, в апреле 2003 года был назначен ассистентом её главного тренера Дага Била. 3 февраля 2005 года, после того, как Даг Бил перешёл на руководящую должность в федерации волейбола США, Маккатчен был объявлен новым главным тренером американской команды.
За четыре года под руководством Хью Маккатчена сборная США провела 140 матчей и 107 из них выиграла. По итогам 2008 года американская команда поднялась на вторую строчку мирового рейтинга благодаря первой в своей истории победе в розыгрыше Мировой лиги и завоеванию золотых медалей на Олимпийских играх в Пекине, где Маккатчену было суждено испытать не только радость победы, но и пережить трагедию, случившуюся в его семье.
9 августа в разгар тренировки накануне первого матча сборной США на Олимпиаде, Хью Маккатчен получил сообщение о смерти своего тестя и покинул расположение команды. Тодд и Барбара Бэчмэн — родители жены Маккатчена, бывшей американской волейболистки Элизабет Бэчмэн — подверглись нападению во время экскурсии в центре Пекина; житель Китая нанёс несколько ударов ножом им и пытавшемуся вмешаться гиду, а после покончил с собой, спрыгнув с 47-метровой Барабанной башни. Тодд Бэчмэн скончался на месте, Барбару врачам удалось спасти. Первые три матча Олимпиады против Венесуэлы, Италии и Болгарии сборная США провела под руководством помощника Маккатчена Рона Ларсена и выиграла их, а после возвращения главного тренера одержала ещё пять побед подряд и стала олимпийским чемпионом.
После Олимпийских игр в Пекине Хью Маккатчен завершил работу в мужской сборной США и 15 декабря 2008 года сменил китаянку Лан Пин на посту главного тренера женской сборной Соединённых Штатов. С апреля 2009 года помогать Маккатчену в его новой команде стал знаменитый в прошлом волейболист, трёхкратный олимпийский чемпион Карч Кирай. Сильно обновлённая команда, в которой продолжали играть только 3 участницы Олимпиады-2008, заняла лишь 9-е место на Гран-при и 4-е на континентальном чемпионате.
Следующие сезоны оказались более успешными — подопечные Маккатчена выиграли три розыгрыша Гран-при, заняли 4-е место на чемпионате мира 2010 года и 2-е в розыгрыше Кубка мира 2011 года. На Олимпийских играх-2012 в Лондоне сборная США стала серебряным призёром, проиграв финальный матч команде Бразилии. После Олимпиады оставил пост главного тренера женской сборной США и возглавил женскую команду Университета Миннесоты.
С 2024 — генеральный секретарь Международной федерации волейбола (ФИВБ).

## Достижения

### С мужской сборной США
- Олимпийский чемпион (2008).
- Победитель Мировой лиги (2008), бронзовый призёр (2007).
- Серебряный призёр Большого чемпионского Кубка (2005).
- 2-кратный чемпион NORCECA (2005, 2007).
- 2-кратный победитель Кубка Америки (2005, 2007).
- Победитель Панамериканского Кубка (2006).

### С женской сборной США
- Серебряный призёр Олимпийских игр (2012).
- Чемпион NORCECA (2011).
- 3-кратный победитель Гран-при (2010, 2011, 2012).
- Серебряный призёр Кубка мира (2011).
- Серебряный призёр Кубка «Финал четырёх» (2009).
- Бронзовый призёр Панамериканского Кубка (2010).

## Награды
- Член новозеландского ордена Заслуг (6 июня 2016) — за службу волейболу[7].
- 10 ноября 2018 года принят в волейбольный Зал славы в Холиоке.